# Wykres skrzypcowy

Przykład wykresu skrzypcowego w publikacji naukowej w czasopiśmie PLOS Pathogens.

Wykres skrzypcowy – rodzaj wykresu służący najczęściej do prezentacji i porównywania rozkładów danych ilościowych. Pojedynczy rozkład na wykresie skrzypcowym przedstawiony jest w postaci dwóch połączonych ze sobą, identycznych, odbitych względem pionowej lub poziomej osi symetrii, jądrowych estymatorów gęstości. Nazwa wykresu pochodzi od faktu, że rzekomo przypomina on kształtem skrzypce.

## Historia
Wykres skrzypcowy został zaproponowany w 1997 roku przez Jerry'ego L. Hintze i Raya D. Nelsona jako sposób na przedstawienie większej ilości informacji niż wykresy pudełkowe stworzone w 1977 roku przez Johna Tukeya.  
Według pierwotnej propozycji wykres skrzypcowy był połączeniem wykresu pudełkowego i dwustronnego jądrowego estymatora gęstości, jednak obecnie dość często wykresy skrzypcowe to po prostu dwustronne wykresy jądrowego estymatora gęstości, bez wykresu pudełkowego ani żadnych innych elementów.

## Zobacz także
- wykres sina
- wykres pudełkowy